# Phyllophorus maculatus
Phyllophorus maculatus is een zeekomkommer uit de familie Phyllophoridae.
De wetenschappelijke naam van de soort werd in 2007 gepubliceerd door Yulin Liao, David Pawson & W. Liu.